# RoboCup

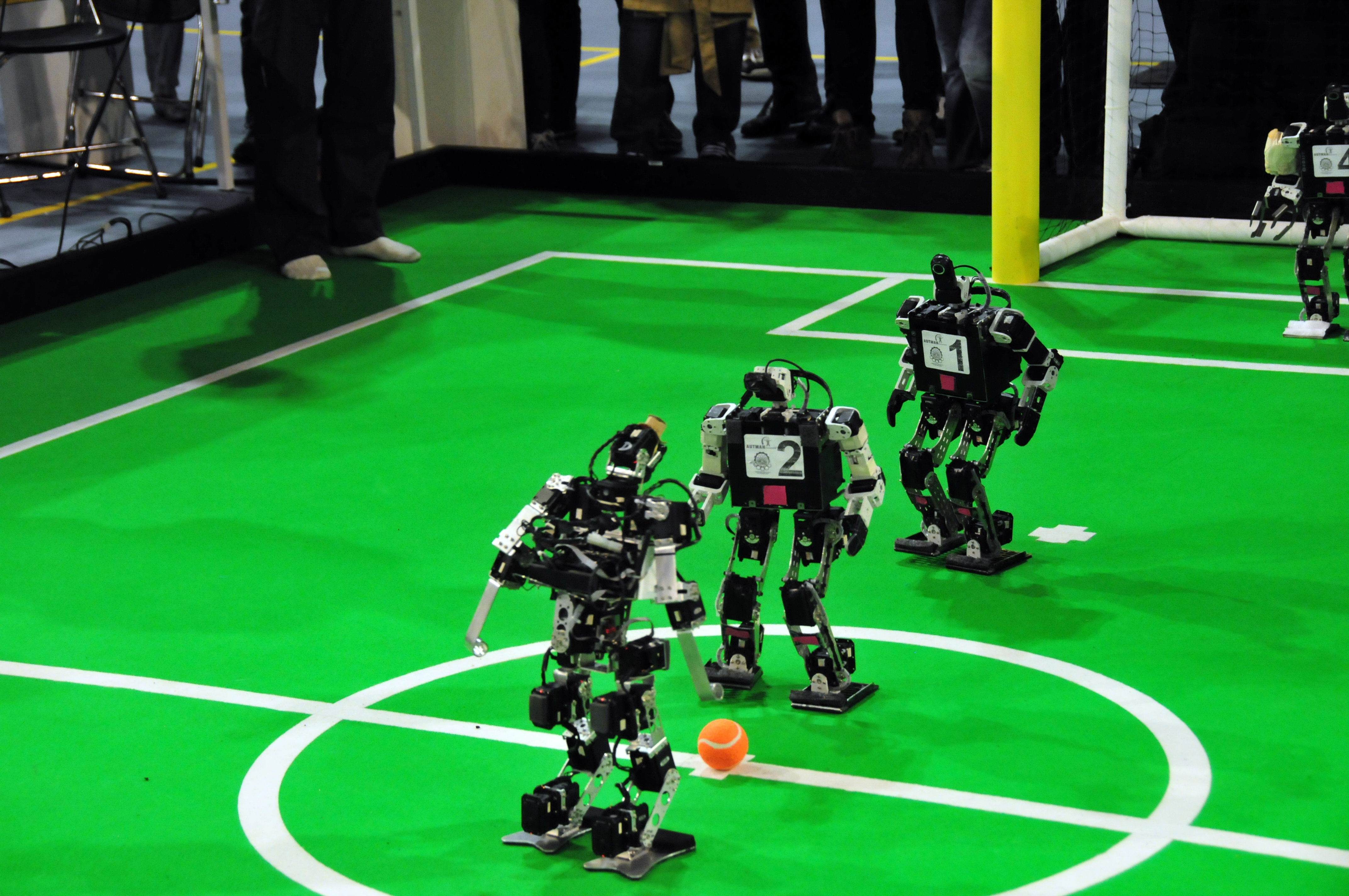
RoboCup 2013 in Eindhoven

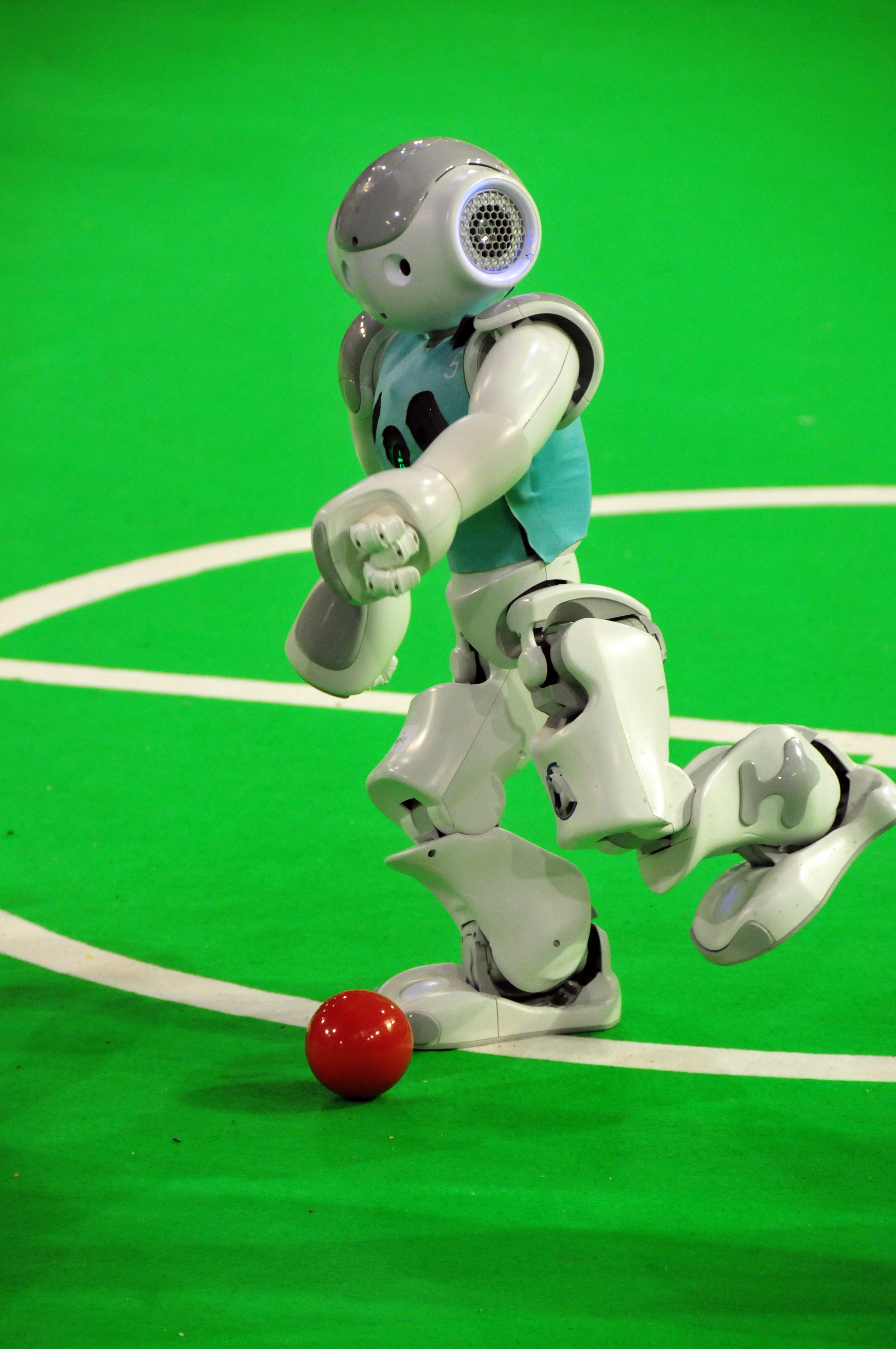
Roboter beim Schuss

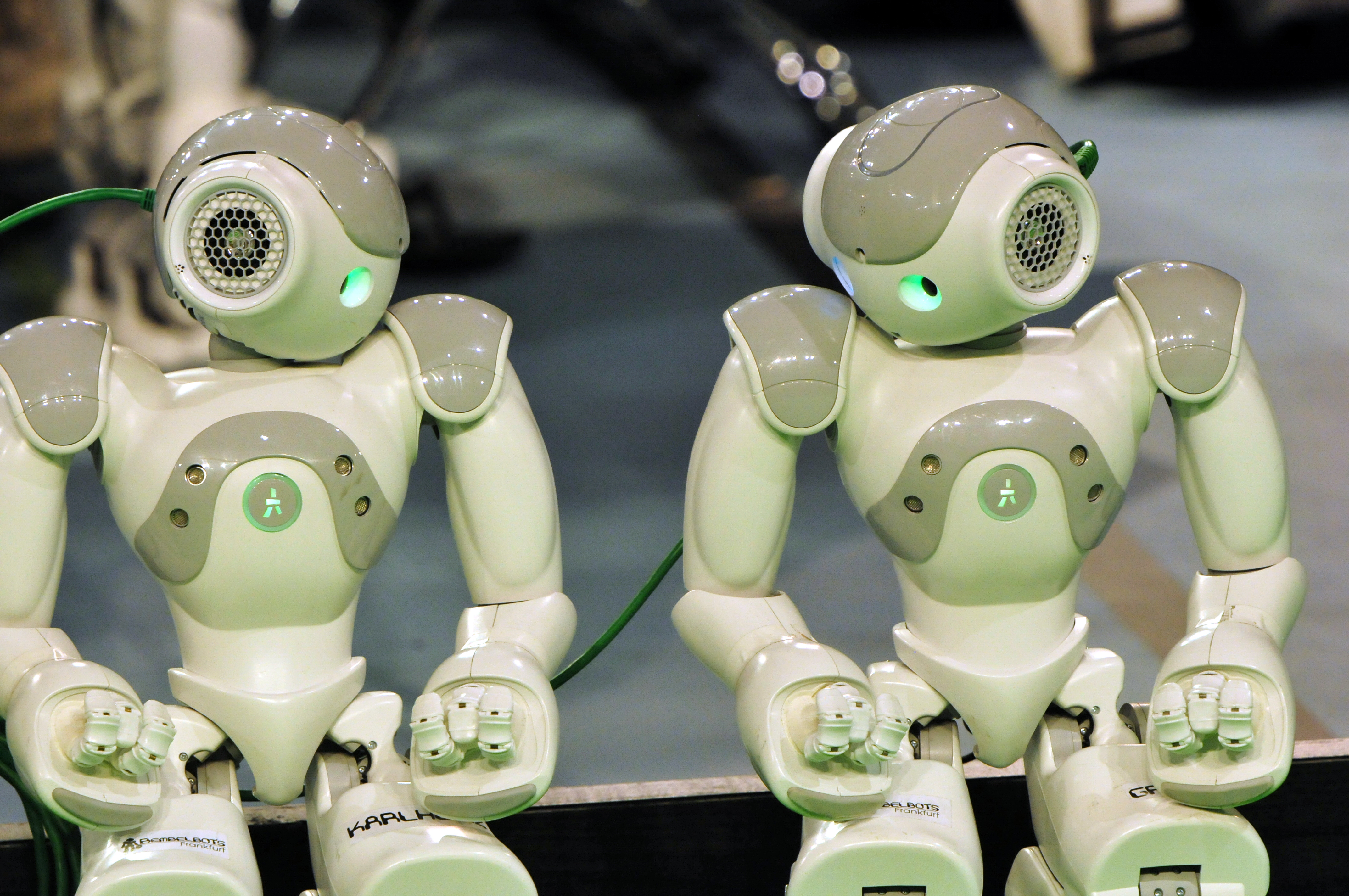
Roboter in Wartestellung

RoboCup ist ein jährlicher Roboter-Wettkampf, der 1995 erdacht und 1997 erstmals ausgetragen wurde. RoboCup ist die Kurzform von Robot Soccer World Cup (deutsch etwa: Roboterfußball-Weltmeisterschaft). Die RoboCup-Weltmeisterschaften werden jährlich an wechselnden Orten ausgetragen. Dabei treffen sich ca. 2000 Wissenschaftler und Studenten aus der ganzen Welt, um ihre Teams in einem Robotikwettbewerb gegeneinander antreten zu lassen. Während der Wettkämpfe findet parallel ein Kongress statt, bei dem neue wissenschaftliche Erkenntnisse aus dem Bereich Künstliche Intelligenz und Robotik ausgetauscht werden. Inzwischen fechten die mobilen Roboter auch andere Wettkämpfe aus als Fußball. Initiator war Hiroaki Kitano von Sony.

## Hintergrund
“RoboCup is an international scientific initiative with the goal to advance the state of the art of intelligent robots. When established in 1997, the original mission was to field a team of robots capable of winning against the human soccer World Cup champions by 2050.”

„RoboCup ist eine internationale, wissenschaftliche Initiative mit dem Ziel, den Stand der Technik intelligenter Roboter voranzutreiben. Der ursprüngliche Zweck bei seiner Einführung 1997 war, bis spätestens 2050 eine Mannschaft aus Robotern aufzustellen, die in der Lage sein sollte, die menschliche Weltmeistermannschaft zu schlagen.“

## Ligen

### 2D-Simulation
Zwei Teams mit je 11 komplett autonomen Spielern/Programmen treten gegeneinander an. Dies geschieht rein virtuell auf einem speziellen SoccerServer, wobei die Teams noch von einem ebenfalls autonomen Coach unterstützt werden können. Sowohl Blickwinkel als auch eine simple Physik werden simuliert. Aufgrund der mechanischen Probleme und den äußeren Einflüssen, mit denen die Robotik noch zu kämpfen hat, werden hier die Methoden der KI am stärksten eingesetzt.

### 3D-Simulation
Recht neu ist der sogenannte 3D-Server, der mit einer komplexen Physik-Engine aufwartet. Diese erlaubt es, den Ball in drei Dimensionen zu bewegen, so dass realistischere Spielzüge möglich sind als es bei der 2D-Simulation der Fall ist. Eine Betaversion des Servers wurde Anfang 2004 eingeführt. Der erste offizielle Wettkampf fand 2004 in Lissabon statt.

### Small Size
Zwei Teams treten mit jeweils fünf kleinen Robotern gegeneinander an. Die Roboter werden per Funk von einem Rechner gesteuert, der das Spielgeschehen anhand von Kameras wahrnimmt, die vier Meter über dem Spielfeld montiert sind. Aufgrund des häufig verwendeten omnidirektionalen Antriebes und der zentralen Steuerung durch einen oder mehrere externe Computer ist hier das dynamischste Spiel zu beobachten.

### Middle Size
Die Roboter in dieser Liga sind gegenüber der Small Size autonom und verfügen über eigene Sensoren, wie zum Beispiel eine omnidirektionale Kamera. Da die Regeln, die den Aufbau des Spielfeldes betreffen, sich ständig ändern, hatten die Roboter früher häufig Schwierigkeiten sich auf dem Feld zu lokalisieren. Daher war diese sogenannte Königsdisziplin lange Zeit eher träge. Durch den Einsatz omnidirektionaler Kameras haben die meisten Teams dieses Problem inzwischen gemeistert. Die Roboter fahren inzwischen oft mit mehr als zwei Metern pro Sekunde.

### Standard Platform League
In dieser Liga werden anstelle von selbstgebauten Robotern die sogenannten Naos benutzt. Diese Roboter der Marke Aldebaran verfügen über zahlreiche Sensoren und sind aufgrund ihrer putzigen Art ein Publikumsmagnet. Die Roboter agieren autonom, dabei ist es ihnen erlaubt, per WLAN miteinander zu kommunizieren.
Vor 2008 hieß die Standard Platform League noch Four Legged, da der Roboterhund Aibo von Sony verwendet wurde. Sony stellte jedoch die Produktion der Aibos Ende März 2006 ein.

### Humanoid

Weltweit erstes Demonstrationsspiel in der Humanoid League bei den RoboCup German Open 2005.

In der Humanoiden Liga treten Roboter mit menschenähnlicher Körperform und entsprechender sensorischer Ausstattung gegeneinander an. Die Roboter müssen vollständig autonom sein. Die Wettbewerbe werden in drei Größenklassen ausgetragen: KidSize (<60 cm), TeenSize (100–120 cm) und AdultSize (>130 cm). Es finden Elfmeterschießen (AdultSize), Fußballspiele (KidSize und TeenSize) und jährlich wechselnde technische Wettbewerbe statt. Zu den untersuchten Forschungsfragen gehört das dynamische Laufen auf zwei Beinen, die Ballmanipulation, die visuelle Wahrnehmung der Spielsituation und die Koordination des Mannschaftsspiels.

### Rescue
Diese Liga befasst sich nicht wie die anderen mit Fußball, sondern dient der Erforschung von Methoden, die während Katastrophen eingesetzt werden können. In der Simulationsliga wird dazu die Koordination von Rettungseinheiten in einer verwüsteten Stadt geprobt, während in der Roboterliga in konstruierten verwüsteten Räumen mithilfe von mobilen Robotern eigenständig nach Überlebenden gesucht werden soll.

### @Home
Diese 2006 erstmals stattfindende Liga befasst sich mit der Entwicklung zukünftiger Anwendungen autonomer mobiler Roboter im täglichen Leben. Als Szenario dient das Modell einer Wohnung bestehend aus Wohnzimmer und Küche, in welchem die Roboter unterschiedliche Aufgaben erfüllen müssen. Das Thema Mensch-Maschine-Interaktion steht hierbei im Vordergrund.

### Logistics
Seit 2012 gehört die Logistics League zu den Major Leagues. Ziel dieser Liga ist die Entwicklung von autonom agierender Roboter zur Steuerung des Material- und Informationsflusses in industriellen Produktionsanlagen.

### Junior
Die Junior League richtet sich an Schülerinnen und Schüler bis einschließlich 20 Jahren und möchte bereits Jugendliche für das Thema Robotik und Informatik begeistern. In den drei Unterligen OnStage, Rescue (Line, Maze und Simulation) und Soccer gibt es jeweils zwei Schwierigkeitsstufen: Entry und Primary (Rescue), Primary und Secondary (OnStage), 1vs1 und 2vs2 (Soccer).
In der OnStage League lassen die Schüler die Robotern (manchmal auch zusammen mit deren Erbauern) eine Choreographie aufführen. Eine Jury bewertet die Ergebnisse beispielsweise nach der Kreativität.
Bei der Rescue-Line League müssen die Roboter einer Linie folgen und am Ende lebende und tote „Opfer“ erkennen und entsprechend ihres Status bergen. Erschwert wird dies durch Rampen, Lücken und Hindernisse auf und neben der Linie. Zusätzlich müssen die Roboter an Kreuzungen entsprechend bestimmter Markierungen und Regelungen richtig abbiegen. Die Rescue-Line-League ist in zwei Unterliegen eingeteilt, die Rescue-Line-League und die Rescue-Line-Entry, eine Liga für jüngere Schülerinnen und Schüler.
Bei Teilnahme in der Rescue-Maze League müssen die Roboter in einem Labyrinth „Verschüttete“ finden und deren Position signalisieren. Weitere Punkte können durch Abwurf sogenannter „Rescuekits“ oder das Überwinden von Hindernissen gesammelt werden. Auch die Rescue-Maze League ist in zwei Unterligen, Rescue-Maze und Rescue-Maze-Entry, unterteilt.
In der Rescue-Simulation League müssen virtuelle Roboter die gleichen Aufgaben erfüllen wie in der Rescue-Maze League. Erschwert wird dieses durch zusätzliche schwierigere Areale und Major-Elemente. Die konfigurierbaren Roboter laufen auf der neuentwickelten Simulationsplattform Webots-Erebus.
Schließlich gibt es noch die Soccer League, bei der in der einen Klasse zwei Roboter (maximal 22 cm Durchmesser; 22 cm Höhe) auf einem vom schwarz nach weiß skalierten Spielfeld autonom gegeneinander antreten (1 vs. 1). Diese Liga gibt es auf den offiziellen Wettbewerben nicht mehr. In der anderen Klasse besteht ein Team aus zwei Robotern (22 cm Durchmesser und Höhe), wobei diese Liga noch einmal unterteilt werden muss. Soccer A ist ein Spielfeld mit Bande, wobei Soccer B eine Aus-Zone hat, was die Programmierung noch einmal erschwert (2 vs.2). Ab den Regeln von 2013 gibt es allerdings nur noch Soccer B. Gespielt wird mit einem etwa Tennisball großen Ball, der zur leichteren Erkennung grell-orange gefärbt ist.

## Austragungsorte
| Jahr | Land        | Ort          | Kontinent  |
| ---- | ----------- | ------------ | ---------- |
| 1997 | Japan       | Nagoya       | Asien      |
| 1998 | Frankreich  | Paris        | Europa     |
| 1999 | Schweden    | Stockholm    | Europa     |
| 2000 | Australien  | Melbourne    | Australien |
| 2001 | USA         | Seattle      | Amerika    |
| 2002 | Japan       | Fukuoka      | Asien      |
| 2003 | Italien     | Padua        | Europa     |
| 2004 | Portugal    | Lissabon     | Europa     |
| 2005 | Japan       | Osaka        | Asien      |
| 2006 | Deutschland | Bremen       | Europa     |
| 2007 | USA         | Atlanta      | Amerika    |
| 2008 | China       | Suzhou       | Asien      |
| 2009 | Österreich  | Graz         | Europa     |
| 2010 | Singapur    | Singapur     | Asien      |
| 2011 | Türkei      | Istanbul     | Europa     |
| 2012 | Mexiko      | Mexiko-Stadt | Amerika    |
| 2013 | Niederlande | Eindhoven    | Europa     |
| 2014 | Brasilien   | João Pessoa  | Amerika    |
| 2015 | China       | Hefei        | Asien      |
| 2016 | Deutschland | Leipzig      | Europa     |
| 2017 | Japan       | Nagoya       | Asien      |
| 2018 | Kanada      | Montreal     | Amerika    |
| 2019 | Australien  | Sydney       | Australien |
| 2020 | entfallen   |              |            |
| 2021 | virtuell    |              |            |
| 2022 | Thailand    | Bangkok      | Asien      |
| 2023 | Frankreich  | Bordeaux     | Europa     |
| 2024 | Niederlande | Eindhoven    | Europa     |
| 2025 | Brasilien   | Salvador     | Amerika    |
| 2026 | Südkorea    | Incheon      | Asien      |
| 2027 | Deutschland | Nürnberg     | Europa     |

## RoboCup-Weltmeisterschaften

### RoboCup 2004
Der RoboCup 2004 fand vom 27. Juni bis 5. Juli in Lissabon statt. Es gab erstmals Wettkämpfe in der Klasse „3D-Simulation“.
Besonders erfolgreich waren Deutschland und Japan, allerdings auch aufgrund der vielen Teams, die aus diesen Ländern antraten:
| Klasse             | Top-Teams                                                                      |
| ------------------ | ------------------------------------------------------------------------------ |
| 2D-Simulation      | 1. Step (Sankt Petersburg) 2. Brainstormers (Osnabrück)                        |
| 3D-Simulation      | 1. Aria (Iran) 2. AT Humboldt (Berlin)                                         |
| Small Size         | 1. FU-Fighters (Berlin) 2. Roboroos (Queensland)                               |
| Mid Size           | 1. Eigen (Japan) 2. WinKIT (Japan) 3. CoPS (Stuttgart) 4. FU-Fighters (Berlin) |
| Four legged        | 1. German Team (Deutschland) 2. UTS Unleashed (Sydney)                         |
| Humanoid           | 1. VisiON (Osaka) 2. Robo Erectus (Singapur)                                   |
| Rescue Real Robots | 1. Toin Pelikn (Japan) 2. Kurt3D (Sankt Augustin) 3. Alcor (Italien)           |
| Rescue Simulation  | 1. ResQ Freiburg (Freiburg im Breisgau) 2. DAMAS (Kanada) 3. Caspian (Iran)    |

Die Highlights dieses Wettkampfes waren der erste von einem Roboter gehaltene Elfmeter (durch Vision im Finale der Humanoiden) und das rasante Spiel der Aibos des German Team, die mit 5:3 (2:2) gegen die Mannschaft der Universität Sydney gewannen.
Auch das Japanische Eigen Team erregte durch sein präzises Spiel in den Wettkämpfen der Mid Size Klasse Aufmerksamkeit und konnte das Finale mit 5:1 klar für sich entscheiden.

### RoboCup 2005
Der RoboCup 2005 fand vom 13.–19. Juli in Osaka statt. Es wurden erstmals echte Spiele mit humanoiden Robotern ausgetragen.
| Klasse             | Top-Teams                                                                           |
| ------------------ | ----------------------------------------------------------------------------------- |
| 2D-Simulation      | 1. Brainstormers (Osnabrück) 2. Wright Eagle 2005 (China) 3. Tokyo Tech SFC (Tokio) |
| 3D-Simulation      | 1. Aria (Iran) 2. Brainstormers 3D (Osnabrück) 3. ZJUBase (China) & Caspian (Iran)  |
| Small Size         | 1. FU-Fighters (Berlin) 2. Cornell Big Red (USA) 3. Field Rangers (Singapur)        |
| Mid Size           | 1. Eigen (Japan) 2. FU-Fighters (Berlin) 3. Philips (Niederlande)                   |
| Four legged        | 1. German Team (Deutschland) 2. NUBots (Australien) 3. rUNSWift (New South Wales)   |
| Humanoid           | 1. Team Osaka (Osaka) 2. NimbRo (Freiburg im Breisgau) 3. Team Hajime (Japan)       |
| Rescue Real Robots | 1. Toin Pelican (Japan) 2. ROSCUE (Südkorea) 3. Casualty (Australien)               |
| Rescue Simulation  | 1. Impossibles (Iran) 2. Caspian (Iran) 3. Kshitij (Indien)                         |

### RoboCup 2006
Der RoboCup 2006 fand vom 14. bis 20. Juni in Bremen statt.
Die Finalspiele waren am 18. Juni. Die beiden Folgetage wurden für das zum RoboCup gehörende Symposium genutzt und waren nicht für die Öffentlichkeit zugänglich. Das Symposium dient dem wissenschaftlichen Austausch innerhalb der RoboCup-Gemeinde.
| Klasse             | Top-Teams                                                                               |
| ------------------ | --------------------------------------------------------------------------------------- |
| 2D-Simulation      | 1. Wright Eagle (China) 2. Brainstormers (Osnabrück) 3. RI-ONE (Japan)                  |
| 3D-Simulation      | 1. FC Portugal (Portugal) 2. Wright Eagle (China) 3. ZJUBase (China)                    |
| Small Size         | 1. CMDragons'06 (USA) 2. 5dpo (Portugal) 3. Plasma-Z (Thailand)                         |
| Mid Size           | 1. Brainstormers (Osnabrück) 2. COPS Stuttgart (Stuttgart) 3. Eigen (Japan)             |
| Four legged        | 1. NUBots (Australien) 2. rUNSWift (New South Wales) 3. Microsoft Hellhounds (Dortmund) |
| Humanoid           | 1. Team Osaka (Osaka) 2. NimbRo (Freiburg im Breisgau)                                  |
| Rescue Real Robots | 1. INDEPENDENT (Thailand) 2. Toin Pelican (Japan) 3. ROBO RAZI (Iran)                   |
| Rescue Simulation  | 1. MRL (Iran) 2. POSEIDON (Iran) 3. IUST (Iran)                                         |

### RoboCup 2007
Der RoboCup 2007 fand vom 1. bis 13. Juli in Atlanta statt.
| Klasse     | Top-Teams                                                        |
| ---------- | ---------------------------------------------------------------- |
| Small Size | 1. CMDragons (USA) 2. Plasma-Z (Thailand) 3. RoboDragons (Japan) |

### RoboCup 2008
Der RoboCup 2008 fand vom 14. bis 20. Juli in Suzhou statt. Zwischenzeitliche organisatorische Probleme konnten gelöst werden. Die Visumvergabe war Berichten zufolge allerdings erschwert.
| Klasse     | Top-Teams                                                     |
| ---------- | ------------------------------------------------------------- |
| Small Size | 1. Plasma-Z (Thailand) 2. CMDragons (USA) 3. Skuba (Thailand) |

### RoboCup 2009
Der RoboCup 2009 fand vom 29. Juni bis 5. Juli in Graz statt.

#### Humanoid
| Klasse                        | Top-Teams                                                                                            |
| ----------------------------- | --- |
| KidSize                       | 1. Darmstadt Dribblers 2. FUmanoid 3. CIT Brains Kid                                                 |
| KidSize: Technical Challenge  | 1. Darmstadt Dribblers 2. NimbRo 3. FUmanoids                                                        |
| TeenSize                      | 1. NimbRo Teen 2. CIT Brains Teen 3. Tsinghua Hephaestus Teen                                        |
| TeenSize: Technical Challenge | 1. NimbRo 2. CIT Brains 3. Tsinghua Hephaestus                                                       |
| Overall Best Humanoid Robot   | 1. Place and Luis Vuitton Best Humanoid Award: Darmstadt Dribblers 2. NimbRo Teen 3. CIT Brains Teen |

#### Simulation League
| Klasse               | Top-Teams                                                  |
| -------------------- | ---------------------------------------------------------- |
| 3D-Simulation League | 1. SEU-RedSun 2. Boldhearts 3. LsuAmoyNQ                   |
| 2D-Simulation League | 1. WrightEagle (China) 2. Helios (Japan) 3. Oxsy (Romania) |

#### Small Size League
| Klasse              | Top-Teams                           |
| ------------------- | ----------------------------------- |
| Small Size League   | 1. Skuba 2. RoboDragons 3. Plasma-Z |
| Technical Challenge | 1. Skuba 2. B-Smart 3. CMDragons'09 |

#### Middle Size League
| Klasse              | Top-Teams                                                       |
| ------------------- | --------------------------------------------------------------- |
| Middle Size League  | 1. RFC Stuttgart 2. Tech United Eindhoven 3. CAMBADA            |
| Technical Challenge | 1. CAMBADA 2. RFC Stuttgart 3. Mostly Harmless                  |
| Free Presentation   | 1. RFC Stuttgart 2. Tech United Eindhoven 3. Hibikino – Musashi |

#### Standard Platform League
| Klasse                   | Top-Teams                                           |
| ------------------------ | --------------------------------------------------- |
| Standard Platform League | 1. B-Human 2. Northern Bites 3. Nao Devils Dortmund |

### RoboCup 2010
Der RoboCup 2010 fand vom 19. bis 25. Juni 2010 in Singapur statt.
| Klasse                   | Top-Teams                                                                                |
| ------------------------ | ---------------------------------------------------------------------------------------- |
| Humanoid AdultSize       | 1. RO-PE (Singapur) 2. Robo-Erectus Senior (Singapur) 3. CHARLI (USA)                    |
| Humanoid TeenSize        | 1. NimbRo (Universität Bonn) 2. CIT Brains (Japan) 3. TsinghuaHephaestus (China)         |
| Humanoid KidSize         | 1. Darmstadt Dribblers (TU Darmstadt) 2. Fumanoids (FU Berlin) 3. CIT Brains (Japan)     |
| Best Humanoid            | NimbRo (Universität Bonn)                                                                |
| Standard-Platform League | 1. B-Human (Bremen) 2. rUNSwift (Australien) 3. Austin Villa (USA)                       |
| Small-size League        | 1. SKUBA (Thailand) 2. CMDragons (USA) 3. MRL (Iran)                                     |
| Middle-size League       | 1. Water (China) 2. Tech United (Eindhoven) 3. CAMBADA (Portugal)                        |
| Simulation 2D            | 1. HELIOS2010 (Japan) 2. WrightEagle (China) 3. Oxsy (Rumänien)                          |
| Simulation 3D            | 1. Apollo 3D (China) 2. Nao Team Humboldt (HU Berlin) 3. HfutEngine (China)              |
| @Home                    | 1. er@ser (Japan) 2. NimbRo (Universität Bonn) 3. b-it-bots (Hochschule Bonn-Rhein-Sieg) |
| Rescue Real Robots       | 1. iRAP_Pro (Thailand) 2. Success (Thailand) 3. BART LAB (Thailand)                      |

### RoboCup 2011
Der RoboCup 2011 fand vom 5. bis 11. Juli 2011 in Istanbul statt.
| Klasse                   | Top-Teams                                                                                     |
| ------------------------ | --------------------------------------------------------------------------------------------- |
| Humanoid AdultSize       | 1. CHARLI (USA) 2. Robo-Erectus Senior (Singapur) 3. Tsinghua Hephaestus (China)              |
| Humanoid TeenSize        | 1. NimbRo (Universität Bonn) 2. KMUTT Kickers (Thailand) 3. AcYut 4 (Indien)                  |
| Humanoid KidSize         | 1. Team DARwIn (USA) 2. CIT Brains (Japan) 3. Darmstadt Dribblers (TU Darmstadt)              |
| Standard-Platform League | 1. B-Human (Bremen) 2. Nao Devils (TU Dortmund) 3. NTU Robot PAL (Taiwan)                     |
| Small-size League        | 1. SKUBA (Thailand) 2. Immortals (Iran) 3. MRL (Iran)                                         |
| Middle-size League       | 1. Water (China) 2. Tech United (Eindhoven) 3. CAMBADA (Portugal)                             |
| Simulation 2D            | 1. WrightEagle (China) 2. HELIOS2011 (Japan) 3. MarliK Iran                                   |
| Simulation 3D            | 1. UT Austin Villa (USA) 2. cit3d (China) 3. Apollo 3D (China), KylinSky (China)              |
| @Home                    | 1. NimbRo (Universität Bonn) 2. WrightEagle (China) 3. b-it-bots (Hochschule Bonn-Rhein-Sieg) |
| Rescue Real Robots       | 1. iRAP_Judy (Thailand) 2. MRL (Iran) 3. Stabilize (Thailand)                                 |

### RoboCup 2012
Der RoboCup 2012 fand vom 18. bis 24. Juni 2012 in Mexiko-Stadt statt.
| Klasse                   | Top-Teams |
| ------------------------ | --- |
| Humanoid AdultSize       | 1. CHARLI (USA) 2. Tsinghua Hephaestus (China) 3. JoiTech (USA)                                                                                  |
| Humanoid TeenSize        | 1. NimbRo TeenSize (Universität Bonn) 2. CIT Brains (Japan)                                                                                      |
| Humanoid KidSize         | 1. Team DARwIn (USA) 2. CIT Brains (Japan) 3. Darmstadt Dribblers (TU Darmstadt)                                                                 |
| Standard-Platform League | 1. UT Austin Villa (USA) 2. B-Human (Bremen) 3. rUNSWift (Australien)                                                                            |
| Small-size League        | 1. SKUBA (Thailand) 2. ZjuNlict (China) 3. KIKS (Japan)                                                                                          |
| Middle-size League       | 1. Tech United (Eindhoven) 2. MRL (Iran) 3. Water (China)                                                                                        |
| Simulation 2D            | |
| Simulation 3D            | |
| @Home                    | 1. NimbRo (Universität Bonn) 2. eR@sers (Japan) 3. Tobi (Universität Bielefeld)                                                                  |
| Rescue Simulation        | Virtual Robot Competition: 1. PoAReT (Italien) 2. YILDIZ (Türkei) Agent Competition: 1. Ry – One (Japan) 2. ZJUBase (China) 3. AUT S.O.S. (Iran) |
| Rescue Robot             | 1. MRL (Iran) 2. Hector Darmstadt (Universität Darmstadt) 3. Stabilize (Thailand), YRA (Iran)                                                    |

### RoboCup 2013
Der RoboCup 2013 fand vom 24. Juni bis 1. Juli 2013 in Eindhoven statt.
| Klasse                   | Top-Teams |
| ------------------------ | --- |
| Humanoid AdultSize       | 1. JoiTech (Osaka University, Japan) 2. HuroEvolution Hephaestus (National Taiwan University of Science and Technology) 3. Tsinghua Hephaestus (Tsinghua University, Volksrepublik China) |
| Humanoid TeenSize        | 1. NimbRo TeenSize (Universität Bonn) 2. CIT Brains Teen (Chiba Institute of Technology, Japan) 3. FUB-KIT (Freie Universität Berlin und Kyushu Institute of Technology, Deutschland)     |
| Humanoid KidSize         | 1. Team DARwIn (University of Pennsylvania, USA) 2. AUTMan (Amirkabir University of Technology, Iran) 3. ZJUDancer (Zhejiang University, Volksrepublik China)                             |
| Standard-Platform League | 1. B-Human (Bremen) 2. Nao Team HTWK (HTWK Leipzig) 3. Austin Villa (USA) |
| Small-size League        | 1. ZjuNlict (Zhejiang University, Volksrepublik China) 2. CMDragons (Carnegie Mellon University, USA) 3. MRL (Qazvin Islamic Azad University, Iran)                                       |
| Middle-size League       | 1. Water (Beijing Information Science & Technology University, Volksrepublik China) 2. Tech United (Eindhoven University of Technology) 3. CAMBADA (Universität Aveiro)                   |
| Simulation 2D            | 1. WrightEagle (Volksrepublik China) 2. HELIOS2013 (Japan) 3. YuShan2013 (Volksrepublik China)                                                                                            |
| Simulation 3D            | 1. Apollo 3D 2. Austin Villa (USA) 3. FC Portugal |
| @Home                    | 1. NimbRo@Home (Universität Bonn) 2. WrightEagle (Volksrepublik China) 3. TU Eindhoven (Eindhoven University of Technology)                                                               |
| Rescue Robot             | |

### RoboCup 2014
Der RoboCup 2014 fand vom 19. Juli bis 25. Juli 2014 in João Pessoa statt.
| Klasse                              | Top-Teams |
| ----------------------------------- | --- |
| Humanoid AdultSize                  | 1. Team THORwIn, U. PENN 2. HuroEvolutionAD, NTUST 3. Tsinghua Hephaestus, Tsinghua Uni                                         |
| Humanoid TeenSize                   | 1. Baset TeenSize, Baset 2. NimbRo TeenSize (Universität Bonn)                                                                  |
| Humanoid KidSize                    | 1. CIT Brains, Chiba 2. Bold Hearts, University of Hertfordshire 3. Baset KidSize, Baset                                        |
| Small Size                          | 1. ZJUNLICT, Zhejiang University 2. CMDragons, CMU 3. RoboDragons, Aichi Prefectural University                                 |
| Middle Size                         | 1. TechUnited, TU Eindhoven 2. Water, Beijing Information Science & Technology University 3. Cambada, University of Aveiro      |
| Standard Platform League            | 1. rUNSWIFT, UNSW 2. HTWK, Leipzig 3. B-Human, TU Bremen                                                                        |
| 2D-Simulation                       | 1. WrightEagle, USTC 2. Gliders2014, CSIRO 3. Oxsy, COMPA-IT                                                                    |
| 3D-Simulation                       | 1. UT Austin Villa, UT Austin 2. ROBOCANES, U. Miami 3. MAGMA OFFENBURG, Offenburg University                                   |
| Rescue Robot                        | 1. Hector Darmstadt, TU Darmstadt 2. MRLQIAU, Qazvin Azad 3. BART Lab Rescue Robotics Team, MahidolUniversity                   |
| @Home                               | 1. Wright Eagle, USTC 2. TechUnited, Eindhoven 3. NimbRo@Home (Universität Bonn)                                                |
| @Work                               | 1. smARTLab, University of Liverpool 2. b-it-bots, Bonn-Rhein-Sieg University 3. CPE Lyon                                       |
| Logistics League sponsored by Festo | 1. Carologistics, FH Aachen University 2. Bavarian Bendingunits, TU Muenchen 3. UVM Ingenieria, Universidad del Valle de México |

### RoboCup 2015
Der RoboCup 2015 fand vom 17. Juli bis 23. Juli 2015 in Hefei statt.
| Klasse                              | Top-Teams |
| ----------------------------------- | --- |
| Humanoid AdultSize                  | 1. THORwin 2. Baset Adult-Size 3. HuroEvolution AD                                                                                    |
| Humanoid TeenSize                   | 1. Team Parand 2. HuroEvolution TN 3. AUT-UofM                                                                                        |
| Humanoid KidSize                    | 1. CIT Brains Kid 2. ZJUDancer 3. Rhoban Football Club                                                                                |
| Small Size                          | 1. CMDragons (Carnegie Mellon University, USA) 2. MRL (Qazvin Islamic Azad University, Iran) 3. ZJUNlict (Zhejiang University, China) |
| Middle Size                         | |
| Standard Platform League            | 1. UNSW Australia 2. B-Human 3. Nao-Team HTWK                                                                                         |
| 2D-Simulation                       | 1. WrightEagle 2. HELIOS2015 3. Gliders2015                                                                                           |
| 3D-Simulation                       | 1. UTAustinVilla 2. FUT-K 3. FC Portugal                                                                                              |
| Rescue Robot                        | 1. MRL 2. iRAP_Junior 3. YRA |
| @Home                               | 1. Homer 2. WrightEagle 3. Tobi |
| @Work                               | 1. LUHbots 2. Robo-Erectus 3. b-it-bots                                                                                               |
| Logistics League sponsored by Festo | 1. Carologistics (RWTH Aachen, Deutschland) 2. Team Solidus (HFTM Mittelland, Schweiz) 3. Baby Tigers (Ryukoku University, Japan)     |

### RoboCup 2016
Der RoboCup 2016 fand vom 30. Juni bis 4. Juli 2016 in Leipzig statt.
| Klasse                   | Top-Teams |
| ------------------------ | --- |
| Humanoid AdultSize       | 1. Baset Adult (Baset Pazhuh Teheran, Iran) 2. Sweaty (Hochschule Offenburg, Deutschland) 3. IRC (Islamic Azad University of Ilkhichi, Ahar, Iran) |
| Humanoid TeenSize        | 1. NimbRo TeenSize (Rheinische Friedrich-Wilhelms-Universität Bonn, Deutschland) 2. Huro Evolution TN (National Taiwan University of Science and Technology, Taipei, Taiwan) 3. AUTMan (Amirkabir University of Technology, Teheran, Iran und University of Manitoba, Winnipeg, Kanada) |
| Humanoid KidSize         | 1. Rhoban Football Club (Universität Bordeaux, Frankreich) 2. ZJUDancer (Zhejiang University, Hangzhou, China) 3. CIT Brains (Chiba Institute of Technology, Narashino, Japan) |
| Standard-Platform League | Indoor 1. B-Human (Universität Bremen und Deutsches Forschungszentrum für Künstliche Intelligenz, Deutschland) 2. UT Austin Villa (University of Texas, Austin, USA) 3. Nao-Team HTWK (Hochschule für Technik, Wirtschaft und Kultur Leipzig (HTWK), Deutschland) Outdoor 1. Nao Devils (Universität Dortmund, Deutschland) 2. B-Human (Universität Bremen und Deutsches Forschungszentrum für Künstliche Intelligenz, Deutschland) 3. Berlin United (Humboldt-Universität Berlin, Deutschland) |
| Small-size League        | 1. MRL (Qazvin Islamic Azad University, Quazvin, Iran) 2. CMDragons (Carnegie Mellon University, Pittsburgh, USA) 3. ZjuNlict (Zhejiang University, Hangzhou, China) |
| Middle-size League       | 1. Tech United (Eindhoven University of Technology, Niederlande) 2. Water (Beijing Information Science & Technology University, Peking, China) 3. CAMBADA (Universität Aveiro, Portugal) |
| Simulation 2D            | 1. Gliders2016 (University of Sydney & CSIRO, Australien) 2. HELIOS2016 (Fukuoka University & Osaka Prefecture University, Japan) 3. Ri-one (Ritsumeikan University, Kyoto, Japan) |
| Simulation 3D            | 1. UT Austin Villa (University of Texas, Austin, USA) 2. FUT-K (Fukui University of Technology Gakuen, Japan) 3. FC Portugal (University of Porto, University of Aveiro, Portugal) |
| Rescue                   | 1. iRAP ROBOT (King Mongkut’s University of Technology North Bangkok, Thailand) 2. MRL (Qazvin Islamic Azad University, Quazvin, Iran) 3. GETbot (Universität Paderborn, Deutschland) |
| @Home                    | 1. ToBI (Universität Bielefeld, Deutschland) 2. Tech United Eindhoven (Eindhoven University of Technology, Niederlande) 3. WrightEagle@Home (University of Science and Technology, Hefei, China) |
| @Work                    | 1. LUHBots (Leibniz-Universität Hannover, Deutschland) 2. b-it-bots (Bonn-Rhein-Sieg-Universität, Deutschland) 3. Robo-Erectus (Singapore Polytechnic, Singapur) |
| Logistics                | 1. Carologistics (Rheinisch-westfälische Technische Hochschule Aachen (RWTH), Deutschland) 2. Solidus (Höhere Fachschule für Technik Mittelland (HFTM), Biel-Bienne, Schweiz) 3. GRIPS (Technische Universität Graz, Österreich) |

### RoboCup 2017
Der RoboCup 2017 fand vom 27. bis 30. Juli 2017 im japanischen Nagoya statt.

### RoboCup 2018
Der RoboCup 2018 fand vom 18. bis 22. Juni 2018 im kanadischen Montreal statt.
| Klasse     | Top-Teams                                                          |
| ---------- | ------------------------------------------------------------------ |
| Small Size | 1. ZjuNlict (China) 2. CMμs (USA) 3. TIGERs Mannheim (Deutschland) |

### RoboCup 2019
Der RoboCup 2019 fand vom 2. bis 8. Juli 2019 im australischen Sydney statt.
| Klasse     | Top-Teams                                                   |
| ---------- | ----------------------------------------------------------- |
| Small Size | 1. ZjuNlict (China) 2. ER-Force (Deutschland) 3. MRL (Iran) |

### RoboCup 2021
Der RoboCup 2021 fand vom 22. bis 28. Juni 2021 aufgrund der COVID-19-Pandemie weltweit verteilt statt.
| Klasse     | Top-Teams                                                                         |
| ---------- | --------------------------------------------------------------------------------- |
| Small Size | 1. TIGERs Mannheim (Deutschland) 2. ER-Force (Deutschland) 3. RobôCIn (Brasilien) |

### RoboCup 2022
Der RoboCup 2022 fand vom 13. bis 16. Juli 2022 in Bangkok, Thailand statt.
| Klasse     | Top-Teams                                                                                   |
| ---------- | ------------------------------------------------------------------------------------------- |
| Small Size | 1. TIGERs Mannheim (Deutschland) 2. ER-Force (Deutschland) 3. RoboTeam Twente (Niederlande) |

### RoboCup 2023
Der RoboCup 2023 fand vom 4. bis 10. Juli 2023 in Bordeaux, Frankreich statt.
| Klasse     | Top-Teams                                                                             |
| ---------- | ------------------------------------------------------------------------------------- |
| Small Size | 1. TIGERs Mannheim (Deutschland) 2. ER-Force (Deutschland) 3. Immortals (Deutschland) |

### RoboCup 2024
Der RoboCup 2024 fand vom 17. bis 21. Juli 2024 in Eindhoven, Niederlande statt.
| Klasse     | Top-Teams                                                                      |
| ---------- | ------------------------------------------------------------------------------ |
| Small Size | 1. TIGERs Mannheim (Deutschland) 2. ZjuNlict (China) 3. ER-Force (Deutschland) |

### RoboCup 2025
Der RoboCup 2025 fand vom 15. bis 21. Juli 2025 in Salvador (Bahia), Brasilien statt.
| Liga                                        | Ergebnisse |
| ------------------------------------------- | --- |
| Standard-Platform League Rescue Robots RMRC | 1.B-Human (Bremen) 2.RoboEireann, Maynooth University, Ireland quelle: https://spl.robocup.org/results-2025/ 2. Hello Verse, Assumption College Thonburi 2. Mechatronics, School Center Celje Open Source and Innovation Avard: CJTec, CJT-Gymnasium Lauf Best in Class Mobility: CJTec, CJT-Gymnasium Lauf Best in Class Autonomy: CJTec, CJT-Gymnasium Lauf Best in Class Dexterity*: CJTec, CJT-Gymnasium Lauf Best in Class Sensoring: CJTec, CJT-Gymnasium Lauf Team Challence: Leitgruppe CJTec, CJT-Gymnasium Lauf |

- In der Klasse „Dexterity“ wird an verschiedenen Stationen die Geschicklichkeit mit dem Roboterarm bewertet.

## Nationale (für ausländische Teams offene) Turniere

### German Open
Hauptartikel siehe: RoboCup German Open
Die German Open ist ein seit 2001 jährlich in Deutschland stattfindender Wettbewerb, zum einen ein offenes Turnier für internationale Teams in den RoboCup Major Ligen (Studenten und Forscher) und zum anderen das nationale Weltmeisterschafts-Qualifikationsturnier für die deutschen RoboCupJunior Teams (Schülerinnen und Schüler).

### Dutch Open
Da 2006 die Weltmeisterschaften in Deutschland stattfanden, gab es in diesem Jahr keine German Open. Als Ersatz fanden in Eindhoven in den Niederlanden im Rahmen der RoboLudens (der spielende Roboter) vom 7. bis zum 9. April die Dutch Open statt.
| Klasse           | Top-Teams |
| ---------------- | --- |
| Sony Four Legged | 1. Microsoft Hellhounds (Dortmund, Deutschland) 2. Aibo Team Humboldt (Berlin, Deutschland) 3. Darmstadt Dribbling Dackels (Darmstadt, Deutschland) |

In der Saison 2015/2016 fanden in Eindhoven die RoboCup European Open im Verbund mit den FTC Dutch Open statt.

### Japan Open
Hauptartikel siehe: RoboCup Japan Open

### Brazil Open
Hauptartikel siehe: RoboCup Brazil Open